# Окружное послание
«Окру́жное посла́ние еди́ныя, святы́я, собо́рныя, апо́стольския, дре́влеправосла́вно-кафо́лическия це́ркве: в назида́ние и предостереже́ние возлю́бленных чад от не́которых вре́дных и неле́пых сочине́ний» — обращение к старообрядцам, приемлющим священство Белокриницкой иерархии, подготовленное Илларионом Кабановым (Ксеносом), обнародованное Московским духовным советом 24 февраля 1862 года. Было подписано архиепископом Московским и Владимирским Антонием (Шутовым), епископом Браиловским Онуфрием (Парусовым), епископом Казанским Пафнутием (Шикиным), епископом Балтским Варлаамом (Рымарёвым), священноиноками Евфросином, Илиёй, иереями Петром Драгуновым, Феодором Вохонским, иеродиаконами Пахомием, Ипполитом, диаконом Кирилом, иноком Белокриницкого монастыря Алимпием (Милорадовым) и дьяком Семёном Семёновым. 15 апреля 1863 года подписано также заграничными старообрядческими епископами: епископом Славским Аркадием (Шапошниковым), епископом Васлуйским Аркадием (Ивановым), епископом Тульчинским Иустином (Игнатьевым), а также белокриницким архидиаконом Филаретом.
«Окружное послание», которое должно было стать первым шагом на пути к унификации идеологии Белокриницкого согласия, сразу же после публикации вызвало крайне неоднозначную реакцию и стало одной из причин его раскола на «окружников» и «неокружников». Наибольшее возмущение у радикально настроенных членов белокриницкого согласия вызвали утверждения «Окружного послания» о том, что «господствующая ныне в России Церковь, равно и Греческая, верует не во иного Бога, но во единого с нами», что под именем «Иисус» официальная Российская церковь исповедует того же «Исуса» и поэтому называющий «Иисуса» иным Богом, антихристом и тому подобное есть богохульник. Вся полемика окружников с неокружниками велась главным образом вокруг этого пункта. Большинство клириков и мирян Белокриницкой иерархии в итоге приняли «Окружное послание», но, тем не менее, неокружники смогли обзавестись собственной иерархией, среди которой, впрочем, вскоре начались разделения. В советское время неокружническая иерархия пресеклась.

## Издания
- Окружное послание Единыя, святыя соборныя апостольския, древле-православно-кафолическия Церквe. — Яссы. Типография А. Бермана. 1864. — 24 л., 7 л.
- Окружное послание Единыя, святыя, соборныя, апостольския, древле-православно-кафолическия Церкве. — Яссы:	Типография А. Бермана. 1874. — (64) с.
- Окружное послание Единыя святыя соборныя апостольския, древле-православно-кафолическия Церкви с приложениями. — Коломыя : Издатель инок Никола, 1876 (Тип. Михаила Белоуса). — [2], 1-41 л.; 8° (24 см).
- Окружное послание, составленное И. Г. Ксеносом [псевд.] и изданное старообрядческими епископами 24 февраля 1862 года, с приложением Устава и Омышления, составленных тем же автором / Изд. Н. С. Субботиным с предисл., прим. и портр. Ксеноса. — Москва : Тип. Э. Лисснер и Ю. Роман, 1885 (обл. 1886). — 226 с., 1 л. фронт. (портр.); 24.
- Окружное послание, составленное И. Г. Ксеносом [псевд.] и изданное старообрядческими епископами 24 февраля 1862 года, с приложением Устава и Омышления, составленных тем же автором / Изд. Н. С. Субботиным с предисл., прим. и портр. Ксеноса. — [2-е изд.]. — Москва : Тип. Э. Лисснер и Ю. Роман, 1893. — 225 с., 1 л. портр.; 24; — скан в РГБ — скан 1 в Викимедии — скан 2 в Викимедии
- Окружное послание, составленное И. Г. Ксеносом и изданное старообрядческими епископами 24 февраля 1862 года, с приложением Устава и Омышления, составленных тем же автором : с предисловием и примечаниями профессора Н. И. Субботина и портретом Ксеноса. — Москва : Издание Братства св. Петра митрополита, 1910. — 203, [1] с.; 23 см.
- Окружное послание старообрядческих епископов, изданное 24-го февраля 1862 года : напечатано с подлинника. — Москва : Издатель И. П. Фёдоров, 1911 (обл. 1912). — 31 с. : факс; 22 см. — скан в Викимедии; скан в Президентской библиотеке имени Б. Н. Ельцина; — скан в РГБ
- Кабанов И. Г. Окружное послание единыя, святыя, соборныя, апостольския Древле-православно-кафолическия Церкве // Собрание сочинений / свт. Арсений (Швецов), епископ Уральский и Оренбургский; [сост. и примеч. В. В. Боченкова и В. В. Волкова] ; Русская православная старообрядческая церковь, Митрополия Московская и всея Руси, Архив, Б-ка редких книг и рукописей «Рогожское книгохранилище»). — Т. 3: Полемические сочинения 1871—1888 гг. Цикл работ об Окружном послании 1877—1899 гг. Т. 3. — Москва ; Ржев : Маргарит, 2013. С. 313—329. — 493 с. — ISBN 978-5-91974-052-0 — (Серия «Наследие старообрядческих полемистов, начетчиков и писателей»).

## Критика Окружного послания
- Парфений (Агеев), Разбор Окружнаго послания, составленнаго лжеархиепископом Австрийско-поповщинской секты Антонием с сотрудниками/ [соч.] основателя и строителя Спасо-Преображенскаго Гуслицкаго монастыря, иеромонаха Парфения. - Москва : В тип. П. Глушкова, 1863. - 79 с.; 22 см — скан
- Н. И. Попов, Окружное послание старообрядцев поповщинского согласия / [Соч.] Николая Попова. - Москва : тип. Бахметева, 1865. - 35 с.; 16.
- Попов Н. И., Что такое современное старообрядчество в России? Опыт исследования. - (Приложение) Окружное послание поповщины. — М.: Синод. тип., 1866. — 111 с. — скан
- В. М. Карлович, Критический разбор Окружного Послания и все оттенки направления самого автора его / В.М.К. - Черновцы : тип. Г. Чоппа, 1889. - [3], 99 с.; 23. — скан в РГБ